# Milan Balabán
Milan Balabán (3. září 1929, Boratín, Polsko, dnes Ukrajina – 4. ledna 2019, Libice nad Cidlinou, Česko) byl český evangelický teolog, duchovní Českobratrské církve evangelické, religionista a vysokoškolský pedagog.

## Životopis
Narodil se v rodině evangelického diakona a učitele náboženství Antonína Balabána v dnešní Ukrajině, kde otec působil mezi volyňskými Čechy. Po roce 1938 se rodina odstěhovala do Československa. Balabán pak vyrůstal v Myslibořicích, na Hodonínsku zažil odsun Němců. 
Po absolutoriu Komenského evangelické bohoslovecké fakulty (KEBF) byl duchovním Českobratrské církve evangelické v Šenově u Ostravy (1. 12. 1952 – 27. 2. 1953), ve Strmilově (1. 5. 1955 – 15. 11. 1966), Semtěši (od 16. 11. 1966) a Praze-Radotíně.
Od 50. let patřil ke sdružení Nová orientace, které kritizovalo poměry nejen v církvi, ale obecně ve společnosti. V roce 1975 byl zbaven státního souhlasu k výkonu duchovenské činnosti a posléze i podepsal Chartu 77. Od roku 1990 působil jako religionista na Evangelické teologické fakultě Univerzity Karlovy v Praze (ETF UK). V roce 1995 byl jmenován profesorem. V říjnu 2002 obdržel státní vyznamenání za zásluhy o Českou republiku.

### Monografie
Z jeho rozsáhlé bibliografie, která zahrnuje mj. i sbírky básní, jmenujme např. knihy Víra nebo osud (ΟΙΚΟΥΜΕΝΗ, 1993), Hebrejské myšlení (Herrmann, 1993) a Gilgameš (Vyšehrad, 2002).
- Moudrost ve Starém zákoně (1989), někdy chybně připisována Karlu Flossmannovi[4]
- Hebrejské myšlení (1993)
- Bojovníci a trpitelé (1994), nakl. Eman, ISBN 80-900696-6-5
- Hebrejské člověkosloví (1996), nakl. Herrmann & synové
- Cesty vzhůru – problematika překladu Žalmu 120-135 (s K. Dejmalovou, 1997), nakl. Oikoymenh, ISBN 80-86005-38-0
- Ohlasy Starého zákona v české literatuře 19. a 20. století (s O. Nytrovou, 1997), nakl. Oikoymenh, ISBN 80-86005-41-0
- Tázání po budoucím – myšlenkové proudy starého Izraele (s Věrou Tydlitátovou, 1998), nakl. Herrmann & synové
- Gilgameš – mytické drama o hledání věčného života (s Věrou Tydlitátovou, 2002)
- Nejkrásnější píseň Šalamounova (2002)
- Kvete-li vinný kmen (2002), nakl. Kalich, ISBN 80-7017-829-9
- Hudba pro pozůstalé (2006), nakl. Torst, ISBN 80-7215-280-7
- Biblický třpyt v české poezii (s Olgou Mytrovou, 2007)
- Putování k čirému (s J. Trojanem, 2007), nakl. SUSA, ISBN 978-80-86057-44-6
- Jímavé portréty biblických žen (2009), nakl. Kalich, ISBN 978-80-7017-122-6
- Domov a bezdomoví i jiné zprávy (2009), nakl. Pulchra, ISBN 978-80-904015-5-6
- Víra (u) Václava Havla (2009), nakl. Oikoymenh, ISBN 978-80-7298-412-1[5]
- Šepoty a křiky víry (2010), nakl. Pulchra, ISBN 978-80-87377-07-9
- Cestami kulhavého Jákoba (2011), nakl. Torst, ISBN 978-80-7215-417-3
- Pravěká tanečnice (2011), nakl. Pulchra, ISBN 978-80-87377-32-1